# Steen-Kaninchen
Das Steen-Kaninchen (Niederländisch Steenkonijn, auch  Steinkaninchen) ist eine kleine belgische Kaninchenrasse. Steen-Kaninchen ähneln in Farbe und Gestalt dem Wildkaninchen, sind mit einem geforderten Gewicht  2–3 kg aber etwa ein Kilogramm schwerer als dieses.
Die in Deutschland nicht anerkannte Kaninchenrasse wird in den Farbschlägen wild-, hasen- und steingrau gezüchtet.

## Geschichte der Rasse
Das Steen-Kaninchen wurde in Flandern im 19. Jahrhundert als Schlachtkaninchen zum Export nach England gezüchtet, seinen Namen verdankt es der flämischen Maßeinheit "Steen" ("Stein" etwa 3,5 kg), die in etwa dem Lebendgewicht der Schlachtkaninchen entsprach. Die damaligen Steenkaninchen sind somit als Landrasse zu betrachten
Der Export flandrischer Schlachtkaninchen nach England brach ein, als tiefgekühltes Kaninchenfleisch aus Australien verfügbar wurde, die Zucht der Steenkaninchen nahm ab und die Rasse verschwand bis in die 1930er Jahre fast vollständig. Zu dieser Zeit begann der belgische Kaninchenzüchter und Preisrichter Delounois, die Rasse vor dem endgültigen Aussterben zu bewahren. Basierend auf einem Rammler, den er auf einer Ausstellung in Hornu erwarb und einer diesem Rammler ähnelten Häsin, baute er die Rasse neu auf. 1932 zeigte Delounois erstmals seine Steen-Kaninchen auf einer Ausstellung, am 12. Juni 1934 wurde die Rasse in Belgien anerkannt.

## Ähnliche Rassen
Farblich entspricht dem Steenkaninchen dem Grauen Wiener, der jedoch deutlich größer wird. In Größe und Form vergleichbar ist das Deilenaar-Kaninchen, dass allerdings eine rotbraune, dem Hasenkaninchen gleichende Fellfarbe zeigt.